# 丛化柃
丛化柃（学名：Eurya metcalfiana），为山茶科柃木属下的一个植物种。